# 池田雅之
池田 雅之（いけだ まさゆき、1946年 - ）は、日本の英文学者、比較文学者、翻訳家。早稲田大学名誉教授。専門はT・S・エリオットや小泉八雲（Lafcadio Hearn）研究を通じた比較文学・比較文化研究。
早稲田大学社会科学部・社会科学総合学術院教授、早稲田大学国際言語文化研究所所長を歴任した。

## 来歴
三重県尾鷲市生まれ。1950年、両親とともに上京して葛飾で育った。1970年、早稲田大学文学部英文科卒業。在学中、詩誌『ペガサス』に参加して窪田般弥の目に留まり、自ら創刊した『Epicure』は吉野弘から高く評価された。1968年から1年間、ブダペスト大学へ留学している。1976年、明治大学大学院文学研究科博士課程後期課程満期退学。1978年、早稲田大学社会科学部専任講師、1981年同助教授、1985年同教授。この間、ロンドン大学客員研究員やタイ王立タマサート大学客員研究員を歴任。2003年、早稲田大学国際言語文化研究所を設立し、所長に就任。NPO法人鎌倉てらこやの理事長も務め、2007年、文部科学大臣奨励賞と博報賞を受賞。2011年にも正力松太郎賞と共生地域文化大賞を受賞した。2017年、早稲田大学を定年退職。

## 研究
専門は比較文学・比較文化であるが、2000年12月に小泉八雲の『新編日本の面影』の翻訳を終えてからは「比較基層文化論」を提唱した。このほか、T・S・エリオット『キャッツ』や小泉八雲『日本の面影』『日本の怪談』などの翻訳を手がけた業績がある。2011年、NHKラジオ第2放送の「『私の日本語辞典』異文化交流にみる日本語の姿」（全4回）で講師を務めた。
小泉八雲の研究を通じ、グローバル化の加速する21世紀において、地域のローカルな文化がグローバル時代に持つ意味を問いながら、異文化間のコミュニケーションのあり方と「異文化間コミュニケーション能力」開発について研究・実践活動を行っている。
早大国際言語文化研究所所長としては、「地域文化研究」と「言語教育」の統合を目指し、異文化間コミュニケーションを目的とした「言語文化教育」の実践的研究・活動を行う。 世界から多くの留学生が集うキャンパスにおいて日本人学生と外国人留学生のより深い国際交流を支援し、これらを通じたコミュニケーション能力の解発・開発による次世代育成を目的とする「実践的コミュニケーション」のモデル化などに取組んでいる。

## 家族
相撲評論家の池田雅雄は父。ベースボール・マガジン社・創設者の池田恒雄は伯父。ノンフィクション作家の工藤美代子は従妹。ベースボール・マガジン社・現社長の池田哲雄は従兄。

## 著書
- 「摩擦時代の開国論 ― 英国から見た日本」 成文堂 1988年
- 「複眼の比較文化 ― 内と外から眺めたニッポン像」 成文堂 1989年
- 「小泉八雲の日本」 第三文明社〈レグルス文庫〉 1990年
  - 「ラフカディオ・ハーンの日本」 角川学芸出版〈角川選書〉 2009年。上記を増訂
  - 「小泉八雲 ― 日本美と霊性の発見者」 角川ソフィア文庫 2021年。再訂版
- 「想像力の比較文学 ― フォークロアー・ジャポニスム・モダニズム」 成文堂 1999年
- 「猫たちの舞踏会 ― ミュージカル『キャッツ』の謎」 角川書店〈角川mini文庫〉 1999年
  - 「猫たちの舞踏会 ― エリオットとミュージカル『キャッツ』」 角川ソフィア文庫 2009年。増訂版
- 「いちばんやさしい英会話入門」 池田書店 2002年
- 「100分de名著 小泉八雲　日本の面影」NHK編、NHK出版、2015年、新版・名著ブックス、2016年
- 「小泉八雲 ― 今、日本人に伝えたいこと」 平凡社新書 2025年8月

### 編著・共編著
- 「日本人論の深層 ― 比較文化の落し穴と可能性」ダグラス・ラミス共著　はる書房 1985年
- 「イギリス人の日本観 ― 英国知日家が語る“ニッポン”」編著　河合出版　1990年
- 「英国貴族と侍日本 ― 憧れの国・イギリス、豊かさの国・ニッポン」マークス寿子共著　PHP研究所 1993年
- 「不登校・引きこもりをなくすために」森下一・正木晃共著　春秋社 2003年
- 「共生と循環のコスモロジー ― 日本・アジア・ケルトの基層文化への旅」編著　成文堂 2005年
- 「野見宿禰と大和出雲 ― 日本相撲史の源流を探る」（池田雅雄：著　序文：梅原猛）彩流社 2006年
- 「アジア世界のことばと文化」砂岡和子共編著、成文堂 2006年 《世界のことばと文化シリーズ》
- 「ヨーロッパ世界のことばと文化」矢野安剛共編著、成文堂 2006年 《世界のことばと文化シリーズ》
- 「英語世界のことばと文化」矢野安剛共編著、成文堂 2008年 《世界のことばと文化シリーズ 》
- 「てらこや教育が日本を変える ― 鎌倉・早稲田大学発地域教育再生プロジェクト『鎌倉てらこや』」森下一共編著、成文堂 2008年
- 『今道友信 わが哲学を語る ― 今、私達は何をなすべきか』佐藤孝雄共著、かまくら春秋社 2010年
- 『国際化の中のことばと文化』大場静枝共編著、成文堂 2011年 《世界のことばと文化シリーズ》
- 『比較文化のすすめ 日本のアイデンティティを探る必読55冊』瀧澤雅彦編著、成文堂 2012年
- 『日本人の原風景 1 古事記と小泉八雲』高橋一清共編著、かまくら春秋社 2013年
- 『日本人の原風景 2 お伊勢参りと熊野詣』辻林浩共編著、かまくら春秋社 2013年
- 『日向神話千三百年の旅 天孫降臨から神武東征へ』北郷泰道共編著、鉱脈社 みやざき文庫 2014年
- 『日本人の原風景 3 鎌倉入門』伊藤玄二郎共編著、かまくら春秋社 2016年
- 『熊野から読み解く記紀神話』三石学共編著、扶桑社新書 2020年
- 『小泉八雲：日本の霊性を求めて　別冊太陽 日本のこころ』平凡社 2022年

### 訳書
- カリンティ・フェレンツ『エペペ』恒文社 1978年
- 『ラフカディオ・ハーン著作集 第6・7巻 文学の解釈』恒文社 1980 - 1985年
- 『ハンガリーの民話』共編訳　恒文社 1980年
- 『ラフカディオ・ハーン著作集 第9巻 人生と文学』恒文社 1988年
- 『おとぎの国の妖精たち 小泉八雲怪談集 1』『おとぎの国の妖怪たち ―2』社会思想社・現代教養文庫 1995-96年
- T・S・エリオット『キャッツ - ポッサムおじさんの猫とつき合う法』ちくま文庫 1995年
- ニコラス・ドッドマン『うちの犬が変だ!』草思社 1997年
- ニコラス・ドッドマン『うちの猫が変だ!』伊藤茂共訳、草思社 1999年
- 『小泉八雲　私の守護天使／赤裸の詩』「作家の自伝 82」日本図書センター　1999年。編訳
- ジョン・リチャード・スティーブンス編『奇跡を呼んだ猫たちのおとぎ話』草思社 1999年
- ラフカディオ・ハーン『新編 日本の面影』角川文庫ソフィア 2000年、のち角川ソフィア文庫
- ジェラルド&ロレッタ・ハウスマン『犬たちの神話と伝説』青土社 2000年
- ジェラルド&ロレッタ・ハウスマン『猫たちの神話と伝説』桃井緑美子共訳、青土社 2000年
- ピーター・アクロイド『ブレイク伝』 監訳、蜂巣泉・伊藤茂・高倉正行共訳、みすず書房 2002年
- マーク・フォステイター『自分の人生に出会うための言葉　ローマ皇帝マルクス・アウレリウスの人生訓』

高井清子共訳、草思社 2002年／草思社文庫（改訂版）2018年
- 小泉八雲『妖怪・妖精譚』ちくま文庫 2004年
- 小泉八雲『さまよえる魂のうた』ちくま文庫 2004年
- ラフカディオ・ハーン『新編 日本の怪談』[6]角川ソフィア文庫 2005年
- 小泉八雲『虫の音楽家』ちくま文庫 2005年
- T・S・エリオット『文化の定義のための覚書』中央公論新社〈中公クラシックス〉 2013年。照屋佳男共監訳
- ラフカディオ・ハーン『新編 日本の面影 II』角川ソフィア文庫 2015年
- ラフカディオ・ハーン『新編 日本の怪談 II』角川ソフィア文庫 2019年[7]
- 『小泉八雲東大講義録　日本文学の未来のために』角川ソフィア文庫 2019年。編訳
- ラフカディオ・ハーン『怪談　決定版』角川ソフィア文庫 2025年8月。オリジナル集成

## 雑誌寄稿
- 「妖精たちの棲むところ ハーン「怪談」の世界 妖怪学入門<特集>」ユリイカ 青土社 1984年8月
- 「魂の教師ラフカディオ・ハーン 教師における<想像力>とは何か」 潮 潮出版社 1984年9月
- 対談 会田雄次「西欧の日本叩きにどう付き合うか」 中央公論 1990年8月
- 「“キャッツ”の語られざる魅力」 ミュージカル・T.S.エリオット作 キャッツ プログラム／劇団四季 1996
- 「マークス寿子 戦勝国イギリスへ日本の言い分」書評　週刊読書人 草思社 1996年9月13日
- 「マークス寿子 戦勝国イギリスへ日本の言い分」書評　時事英語 研究社 1996年10月号
- 「キャッツの語られざる魅力」 ミュージカル「キャッツ」プログラム/劇団四季 1996
- 「クレオール文化の魅惑―ラフカディオ・ハーン」週刊朝日百科「世界の文学34」、朝日新聞社 2000
- 「オールド・ポッサムの栄光と悲惨―見えざる「キャッツ」の詩人T.Sエリオット」 キャッツ プログラム劇団四季 2001
- 「日本語の表現力を考える」婦人の友 婦人之友社 2003
- 「光となりて－隅を照らせ」春秋 春秋社 2003
- 「ケルトが現代に守り育てる自然の知恵」宣伝会議 環境会議 2003
- 「生活の中の神話」婦人の友 婦人之友社 2003
- 「ジェリクル舞踏会へのご招待」  劇団四季 LaHarpeラ・アルプ  2003
- 「鎌倉てらこやについて」 宣伝会議 環境会議 2003
- 「エリオットと「キャッツ」」 中国新聞 2003
- 「いま、大人が子どもたちにできること」 婦人之友社 婦人の友 2003
- 「没後百年・八雲の再発見」 筑摩書房 ちくま 2004
- 「キャッツ－幸福探しのたび」 劇団四季ミュージカル キャッツ プログラム  2004
- 「老子のタオを生きる伊那谷の詩人」 宣伝会議 環境会議 2004
- 「八雲「怪談」誕生の背景」 メディアファクトリー 幽 2004
- 「鎌倉に「てらこや」を創る」 草思社 草思 2004
- 「アメリカンインディアンの世界観」 宣伝会議 環境会議 2004
- 「奇跡のミュージカル「キャッツ」の楽しさ」 - 5回シリーズ 劇団四季 LaHarpeラ・アルプ 2005